# Chicken Jitters
Pour plus de détails, voir Fiche technique et Distribution.
Chicken Jitters est un cartoon réalisé par Bob Clampett, sorti en 1939.
Il met en scène Porky Pig.

## Synopsis
Proky défend son poulailler contre un renard.

## Fiche technique
- Titre : Chicken Jitters
- Réalisation : Bob Clampett
- Scénario : Ernest Gee
- Musique : Carl W. Stalling
- Montage : Treg Brown
- Production : Leon Schlesinger
- Société de production : Leon Schlesinger Studios
- Société de distribution : Warner Bros. (États-Unis)
- Pays :  États-Unis
- Genre : animation et comédie
- Durée : 7 minutes
- Dates de sortie : 
  -  États-Unis : 1er avril 1939

## Distribution
- Mel Blanc : Porky Pig
- Danny Webb : le renard